# Jezerski Vrh
Jezerski Vrh – szczyt w pasmie Pohorje, w Słowenii. Ze szczytu widać prawie całe Pohorje i część Karyntii. Na szczycie stoi też pomnik.